# Juegos Panamericanos de 2003
Los XIV Juegos Panamericanos se realizaron en Santo Domingo (República Dominicana) entre el 1 y el 17 de agosto de 2003. Los actos de inauguración y clausura se realizaron en el Estadio Olímpico Félix Sánchez. Además, es el gran evento multideportivo que sirvió como preparación a los deportistas para los Juegos Olímpicos de Atenas 2004.
Santo Domingo, capital de la República Dominicana, fue designada la ciudad sede de los Juegos Panamericanos 2003. La elección se realizó durante el Congreso Especial organizado por la Organización Deportiva Panamericana (ODEPA), el 5 de diciembre del año 1998 en la Ciudad de Panamá.
En este organismo se encuentran representados todos los sectores de la vida nacional. La mayoría de los miembros se han integrado a comisiones de trabajo en distintas áreas, para así aportar de una manera más directa a las labores de organización de los juegos.
El mexicano Felipe Muñoz, secretario general de la Organización Deportiva Panamericana (ODEPA), dijo aquí estar satisfecho en primera instancia con la documentación presentada por el Comité Organizador de los Juegos Panamericanos 2003 acerca de la propiedad de los terrenos donde se construirá la villa deportiva.

## Los Juegos

### Ceremonia de Apertura
La ceremonia de Apertura se llevó a cabo en el Estadio Olímpico Félix Sánchez frente a una multitu de 48000 espectadores. El espectáculo involucró la participación de más de 10,000 artistas en escena, ofreciendo un espectáculo visual de altura, representando lo mejor de la historia y cultura dominicana.
Héroes del baseball local Juan Marichal y Pedro Martínez entraron juntos al estadio y completaron la última vuelta con la antorcha panamericana en mano y junto a Luis Pujols, el sobrino de  San Francisco Giants entrenador del mismo nombre, vestido con el uniforme de la selección dominicana de Baseball, bateó la bola que iba encendida con el fuego panamerico hasta encender el pebetero y dando inicio a los Juegos Panamericanos. 
Los Juegos fueron inaugurados por el entonces Presidente de la República Dominicana, Hipólito Mejía, el presidente de la Organización Deportiva Panamericana Mario Vázquez Raña y el Alcalde de Nueva York Michael Bloomberg.== Deportes ==
Durante los Juegos Panamericanos de Santo Domingo se disputaron 37 deportes, tanto olímpicos como no olímpicos.
| - Atletismo (24/23) - Bádminton (2/2/1) - Baloncesto en los Juegos Panamericanos de 2003 (1/1) - Balonmano en los Juegos Panamericanos de 2003 (1/1) - Béisbol (1/0) - Bowling (2/2) - Boxeo (11/0) - Canotaje (9/3) - Ciclismo: - BMX (1/1) - Montaña (1/1) - Pista (7/3) - Ruta (2/2) - Clavados (4/4) - Equitación - Adiestramiento (0/0/2) - Concurso completo (0/0/2) - Saltos (0/0/2) - Esgrima (5/5) - Esquí acuático (4/3) - Fútbol (1/1) - Futsal (1/0) - Gimnasia - Gimnasia artística (8/6) - Gimnasia rítmica (0/8) - Trampolín (1/1) | - Halterofilia (8/7) - Hockey sobre hierba (1/1) - Judo (7/7) - Karate en los Juegos Panamericanos de 2003 (6/3) - Lucha - Lucha grecorromana (7/0) - Lucha libre (7/0) - Lucha femenina (0/4) - Nado sincronizado (0/2) - Natación en los Juegos Panamericanos de 2003 (17/17) - Patinaje artístico (1/1) - Patinaje de velocidad (2/2) - Pentatlón moderno (1/1) - Remo (8/5) - Sóftbol (0/1) - Squash (2/2) - Taekwondo (4/4) - Tenis (2/2) - Tenis de mesa (2/2) - Tiro con arco (2/2) - Tiro olímpico (9/6) - Triatlón (1/1) - Vela (2/2/5) - Voleibol (1/1) - Voleibol de playa (1/1) - Waterpolo (1/1) |

## Medallero
País organizador (República Dominicana)
| Núm. | País                 | Oro | Plata | Bronce | Total |
| ---- | -------------------- | --- | ----- | ------ | ----- |
| 1    | Estados Unidos       | 117 | 80    | 73     | 270   |
| 2    | Cuba                 | 72  | 41    | 39     | 152   |
| 3    | Canadá               | 29  | 57    | 42     | 128   |
| 4    | Brasil               | 29  | 40    | 54     | 123   |
| 5    | México               | 20  | 27    | 32     | 79    |
| 6    | Venezuela            | 16  | 21    | 27     | 64    |
| 7    | Argentina            | 16  | 20    | 27     | 63    |
| 8    | Colombia             | 11  | 7     | 25     | 43    |
| 9    | República Dominicana | 10  | 12    | 19     | 41    |
| 10   | Jamaica              | 5   | 2     | 6      | 13    |